# Jean Henri Telders
Jean Henri (Jan Hendrik) Telders (Gorinchem, 4 februari 1876 – Den Haag, 7 januari 1937) was een Nederlandse advocaat en procureur, vanaf 1917 tot maart 1936 landsadvocaat en tevens deken van de Nederlandse Orde van Advocaten. Telders behoorde tot het Nederlandse geslacht Telders dat in 1942 werd opgenomen in Nederland's Patriciaat.

## Levensloop
Jean Henri Telders werd geboren in Gorinchem op 4 februari 1876. Hij was de zoon van Adriën Telders, vice-president van de Hoge Raad der Nederlanden en jkvr. Florence Wilhelmine Van Styrum (dochter van jhr. Lodewijk van Styrum en jkvr. Frederica Carolina Maria Von Daehne). Jean Henri is vernoemd naar zijn grootvader Jan Henrik Telders (1807-1878), auditeur militair uit 's-Hertogenbosch, advocaat en president van het Hoog Militair Gerechtshof in Utrecht.  
Na het gymnasium in Den Haag studeerde hij rechtswetenschappen in Leiden en promoveerde daar in 1900 op zijn proefschrift Het onderzoek van wetsvoorstellen in wetgevende vergaderingen. Na zijn promotie werd Telders op 11 januari 1901 beëdigd als advocaat en procureur en kreeg een plaats toegewezen op het kantoor van de advocaat en toenmalige landsadvocaat Willem Thorbecke, zoon van Nederlands staatsman  J.R. Thorbecke, in Den Haag. Telders werd er in eerste instantie plaatsvervangend landsadvocaat en bij overlijden van Thorbecke in 1917 werd hij landsadvocaat. Hij combineerde deze functie met een drukke particuliere praktijk die hij samen met zijn broer Adriën Florent Telders voerde. In 1904 werd zijn boek de Groentijd Te Delft uitgegeven. In 1921 verscheen zijn vijftien bladzijden tellende brochure, getiteld Het beroep van advocaat.
In vele procedures trad Telders voor de Staat op. Het Nieuwsblad van het Noorden noemde hem een "Brillant pleiter, geboren jurist die niet alleen privaatrecht, maar ook het publiek recht volkomen beheerste". Wegens grote deskundigheid die hij had getoond in een kwestie over het bereiden van veevoer uit afvalproducten werd hij in 1921 tot regeringscommissaris aangesteld om de Nederlandse regering te adviseren bij de verdediging van wetsontwerpen in de Staten-Generaal. Ook zijn adviezen in de mobilisatietijd werden door de Staat zeer gewaardeerd en de regering benoemde hem voor bewezen diensten tot ridder in de Orde van de Nederlandse Leeuw. 
Telders was goed thuis in internationaal recht. Dit liet hij zien tijdens de kwestie van de inbeslagname van Duitse schepen door Engelsen binnen Nederlandse wateren. In april 1926 kwam hij in de raad van toezicht van de advocatenvereniging en maakte er in de periode 1929-1932 deel uit van het bestuur. De laatste drie jaar was hij voorzitter van die vereniging. In 1931 werd hij deken van de Nederlandse Orde van Advocaten. Tussen 1918-1923 was Telders lid van het bureau voor consultatie. Daarnaast was hij commissaris van de Twentsche Bank waar zijn broer Jean Marie directeur was. Jean Henri Telders was daarnaast adviseur van de provincie Zuid-Holland en het Hoogheemraadschap Schielanden en van verschillende overige instellingen op het gebied van handel en industrie. Hij was medeoprichter en adviseur – en uiteindelijk erelid – van de Koninklijke Nederlandse Vereniging tot steun aan dienstplichtigen. Hij was president-commissaris van het Administratie- en Trustkantoor "s-Gravenhage" en commissaris van de Maatschappij tot Exploitatie van den Polder Jannezand. In maart 1936 vroeg Telders om gezondheidsredenen ontslag aan als landsadvocaat. Het ontslag werd hem op de meest eervolle wijze verleend bij koninklijk besluit van 16 maart 1936. Telders werd als landsadvocaat opgevolgd door jhr. mr. Gerrit Willem van der Does.

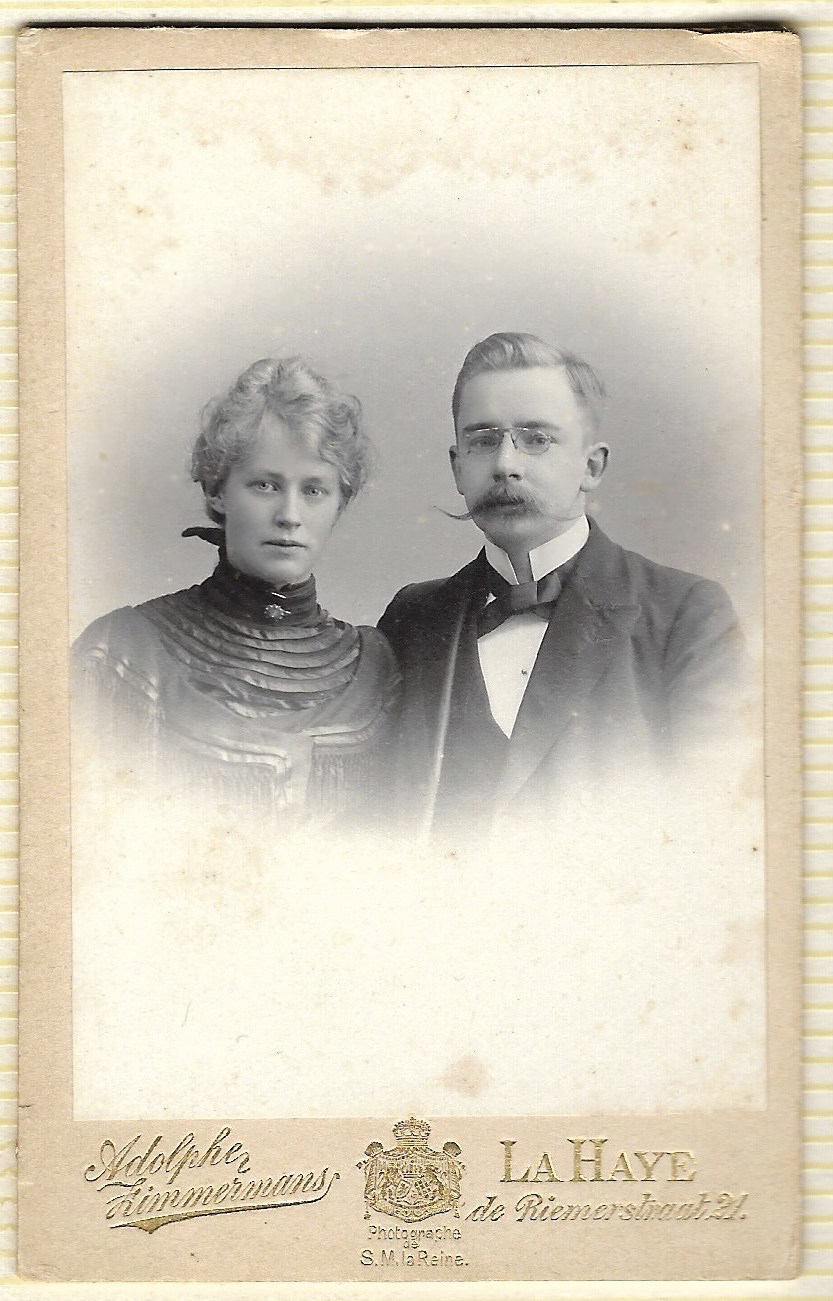
Jean Henri Telders en mej. Theresia (Therry) Kindermann rond hun huwelijk in 1902. Foto: Adolphe Zimmermans

Jean Henri Telders trouwde op 26-jarige leeftijd op 10 mei 1902 met mej. Theresia (Therry) Kindermann, dochter van predikant Carel Henrik en Elisabeth Jacoba Klinkhamer een zuster van architect Jacob Frederik Klinkhamer. Na hun scheiding in 1930 trad hij voor een tweede keer in het huwelijk op 19 januari 1932 met Anne Marie Mathilde Cohen Tervaert. Kinderen uit het eerste huwelijk waren Adriën (*1903), Elisabeth Jacoba (*1904), Carel Henrik (*1909) en Floris Willem (*1915).
In bredere zin bevonden zich in de familiekring om Jean Henri heen ook leden van de geslachten Couperus en Hein, zoals de Haagse advocaat mr. W.A. Telders (1871-1951), een verre neef van Jean Henri en de vader van  B.M. Telders, die getrouwd was met Johanna Wilhelmina Vlielander Hein, oomzegster van schrijver Louis Couperus en dochter van B.M. Vlielander Hein (1838-1919), heer van Rockanje, Haags advocaat, lid van de Eerste Kamer en deken der Orde van Advocaten bij de Hoge Raad der Nederlanden.
Jean Henri Telders overleed op 7 januari 1937 in Den Haag en werd er op 11 januari begraven op begraafplaats Oud Eik en Duinen onder aanwezigheid van vele rechterlijke en politieke autoriteiten als mr. P.J. Oud, minister van financiën, jhr. mr. A.M.C. van Asch van Wijck, secretaris-generaal van financiën, jhr. mr. R. Feith, president van de Hoge Raad, jhr. P. Th. Six, A.F. Visser van IJzendoorn,  B.M. Telders.